# Franz Seraph von Destouches
Franz Seraph von Destouches, né le 21 janvier 1772 à Munich et mort le 10 décembre 1844 dans sa ville natale, est un compositeur, chef d'orchestre, pianiste, violoniste, violoncelliste et pédagogue allemand de musique classique.

## Biographie

### Origine
Fils de Joseph Claudius Destouches (1729-1795), chambellan de la cour bavaroise, écrivain et poète, Franz Seraph von Destouches naît le 21 janvier 1772 à Munich, dans l'électorat de Bavière,,,,.
Il est le frère cadet de Joseph Anton et Cajetan Destouches,.

### Formation et carrière
Franz Seraph von Destouches commence sa formation musicale en prenant des leçons de musique et d'harmonie auprès du moine augustin Theodor Grünberger à Freising. 
Son père, qui était conseiller de la chambre fiscale de la cour de l'électeur de Bavière, l'envoie étudier la  composition sous la direction de Joseph Haydn à Vienne de 1787 à 1791,,,.
De retour à Munich en 1791, il y met en musique l'opéra-comique Die Thomasnacht qui est représenté au théâtre national et au théâtre de la cour en 1792.
D'abord violoncelliste dans la chapelle du prince Esterházy et pianiste de concert, il devient directeur musical de la ville d'Erlangen de 1797 à 1799, puis chef d'orchestre de la cour au service du duc Charles-Auguste de Saxe-Weimar-Eisenach jusqu'en 1810,,,.
Entre 1811 et 1814, il occupe le poste de professeur de musique au séminaire de l'université de Landshut,,.
De septembre 1814 à décembre 1820, Destouches est chef d'orchestre au service du prince d'Oettingen-Wallerstein puis, de 1820 à 1842,  chef d'orchestre de la cour de Hesse à Bad Homburg vor der Höhe,,. 
Franz Seraph von Destouches passe ses années de retraite dans sa ville natale de Munich, où il meurt le 10 décembre 1844,,,,.

## Œuvre
Le point culminant de son œuvre de composition est la période de Weimar, qui le met en contact avec Goethe et Schiller. 
Restant entièrement dans la tradition de l'idéal musical classique, il n'adhère pas au mouvement romantique et sa musique religieuse ne sort pas non plus du cercle stylistique de Haydn.
- Opéras[3],[4],[5],[6] : 
  - 1791 : Die Thomasnacht, opéra représenté à Munich
  - 1843  : Der Teufel und der Schneider, opéra-comique représenté à Munich

- Opérettes[3],[4],[5],[6] :
  - 1805 : Das Mißverständnis (La Rupture)
  - 1805 : Die blühende Aloe

- Musique d'église[3] : 
  - 1805 : Oratorio Die Anbetung am Grabe Jesu
  - Messes
  - Agnus Dei

- Musique instrumentale[6] : 
  - Trois sonates pour le piano, op. 1
  - Fantaisie pour le piano, op. 10
  - Marche avec 10 variations, op. 8
  - Ariette avec 9 variations, no 2
  - Ariette avec 9 variations, no 3
  - Sonates pour piano, violon et violoncelle op. 11
  - Concerto en sol pour piano et orchestre

- Musique de scène (schauspielmusik, incidental music)[3],[4],[5],[6] : 
  - 1798 : Wallensteins Lager (Le Camp de Wallenstein, Friedrich von Schiller)
  - 1802 : Turandot (Schiller)[9]
  - 1803 : Die Braut von Messina (La Fiancée de Messine, Schiller)
  - 1803 : Die Jungfrau von Orleans (La Pucelle d'Orléans, Schiller)[10]
  - 1804 : Wilhelm Tell (Guillaume Tell, Schiller)
  - 1804 : Die Hussiten vor Naumburg (Les Hussites devant Naumburg, August von Kotzebue)
  - 1808 : Wanda, Königin der Sarmaten (Wanda, reine des Sarmates, Zacharias Werner)

## Enregistrements
- 2006 : Sinfonia en ré majeur sur le CD Meister der Goethe-Zeit par la Staatskapelle Weimar,  dir. Peter Gülke (Capriccio 71128)